# Metro w Londynie
Metro w Londynie (ang. London Underground) – system lokalnych linii kolejowych przebiegających w podziemnych tunelach oraz na powierzchni, obsługujących większość obszaru Wielkiego Londynu. Jest najstarszym metrem na świecie – pierwsi podróżni skorzystali z niego 10 stycznia 1863 roku. Angielska nazwa wskazuje na podziemne położenie, jednak około 55% długości tras nie znajduje się pod ziemią.
Metro londyńskie liczy 11 linii, 272 stacje (w tym 14 poza administracyjnymi granicami Wielkiego Londynu) oraz 402 km tras. Codziennie korzysta z niego ok. 3,67 miliona podróżnych. Od 2003 jest podporządkowane jednostce organizacyjnej zwanej Transport for London, zarządzającej w imieniu władz Wielkiego Londynu większością komunikacji miejskiej.

## Historia

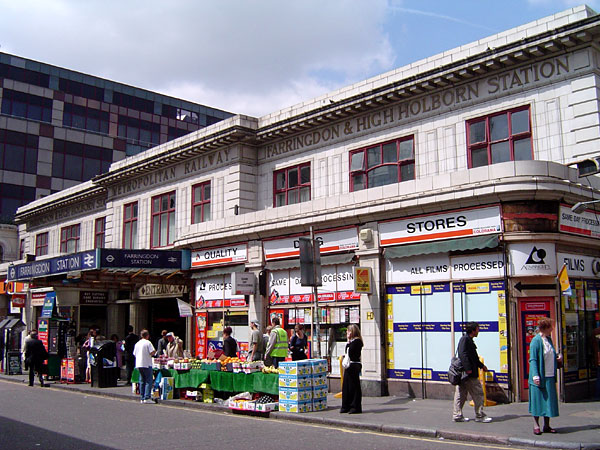
Farringdon – jedna ze stacji pierwszego odcinka metra

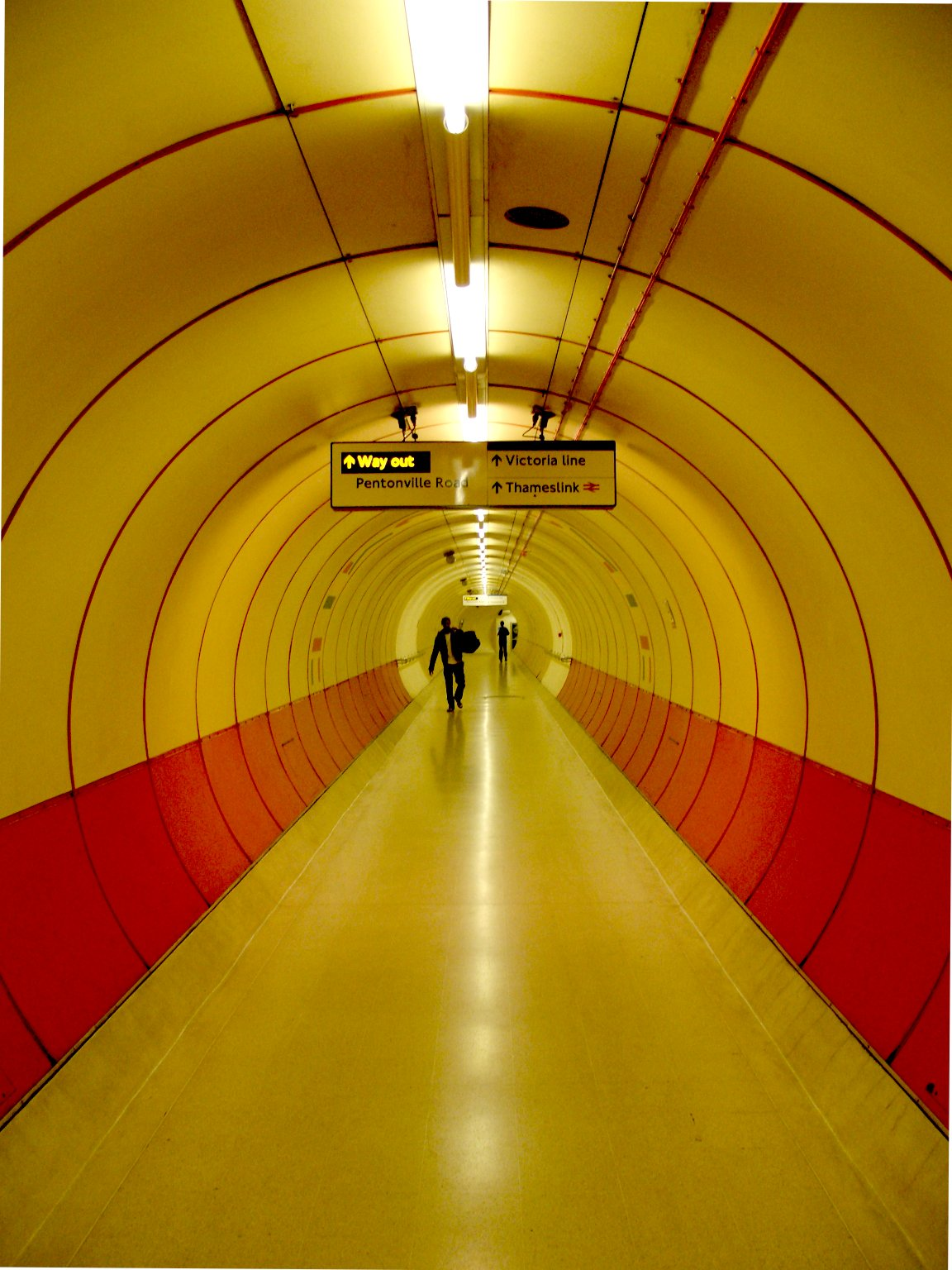
Tunel łączący stację metra King’s Cross St. Pancras ze stacją kolejową King’s Cross Thameslink

Pierwsze połączenie podziemnej kolejki w Londynie zostało uruchomione 10 stycznia 1863 przez spółkę  Metropolitan Railway. Decyzja o budowie tuneli zapadła w 1854. Początkowo operatorem każdej linii była inna, prywatna spółka. Do końca XIX wieku spółek i linii było już sześć. Nie współpracowały one ze sobą i pasażerowie w każdej z nich musieli posiadać inne bilety. Nawet sąsiadujące ze sobą stacje różnych linii nie miały podziemnych połączeń, przez co przesiadki między nimi były uciążliwe. Na początku XX wieku rozpoczął się proces konsolidacji spółek. Było to związane z przypływem do metra nowego kapitału, m.in. amerykańskiego. Dodatkowe środki były niezbędne w związku z koniecznością przedłużania linii na przedmieścia oraz elektryfikacji linii.
W 1933 całe metro stało się własnością państwową i wraz z liniami autobusowymi i tramwajowymi zostało podporządkowane nowo utworzonemu Londyńskiemu Zarządowi Transportu Pasażerskiego (potocznie zwanemu London Transport). Wyjątkiem była jedynie Waterloo & City line, która przeszła pod miejską administrację dopiero w 1994 (wcześniej administrowało nią British Rail). W dniu wybuchu II wojny światowej działało 10 linii.
Rozwiązania techniczne na początku XX wieku
- W 1921 roku w metrze londyńskim zastosowano automatycznie rozsuwane drzwi – nowość i udogodnienie dla podróżnych. Dotychczas pasażerowie musieli otwierać drzwi ręcznie.
- W 1928 roku w metrze londyńskim pojawił się pierwszy automat do sprzedaży biletów.
- Pod koniec lat 30. XX wieku, w pociągach metra zainstalowano przyczepione do sufitu rączki do trzymania się dla stojących pasażerów.

W czasie II wojny światowej, podczas bombardowań Londynu, mieszkańcy zaczęli spontanicznie wykorzystywać niektóre stacje jako schrony. Władze były temu początkowo przeciwne, ale później zmieniły zdanie i wyposażały stacje m.in. w infrastrukturę sanitarną. Na ośmiu z nich zbudowano dodatkowe, zanurzone jeszcze głębiej w ziemi, poziomy, aby zagwarantować mieszkańcom wyższy poziom bezpieczeństwa. Część stacji służyła także jako siedziby urzędów państwowych, np. na stacji Down Street odbywały się posiedzenia brytyjskiego gabinetu wojennego. Niedaleko schodów na końcu peronu wciąż znajduje się łazienka Churchilla, zobaczyć można także starą centralę telefoniczną.  W niektórych tunelach metra chroniono zbiory z muzeów np. tunele przy stacji Aldwych służyły jako składowisko eksponatów z Muzeum Brytyjskiego.
W drugiej połowie lat 40. i w latach 50. prowadzono remonty mające zatrzeć ślady wojny. Później przyszedł czas na poważniejsze inwestycje – część linii została rozbudowana, dodano także dwie nowe (ostatnią w 1979). Od 2003 metro jest zarządzane metodą partnerstwa publiczno-prywatnego. Tabor i infrastruktura pozostają własnością komunalną, operatorem sieci jest również organ władz samorządowych. Utrzymanie zarówno linii, jak i pociągów, zostało jednak przekazane na mocy 30-letnich kontraktów dwóm prywatnym firmom: Metronet i Tube Lines.

### Zamachy terrorystyczne w metrze

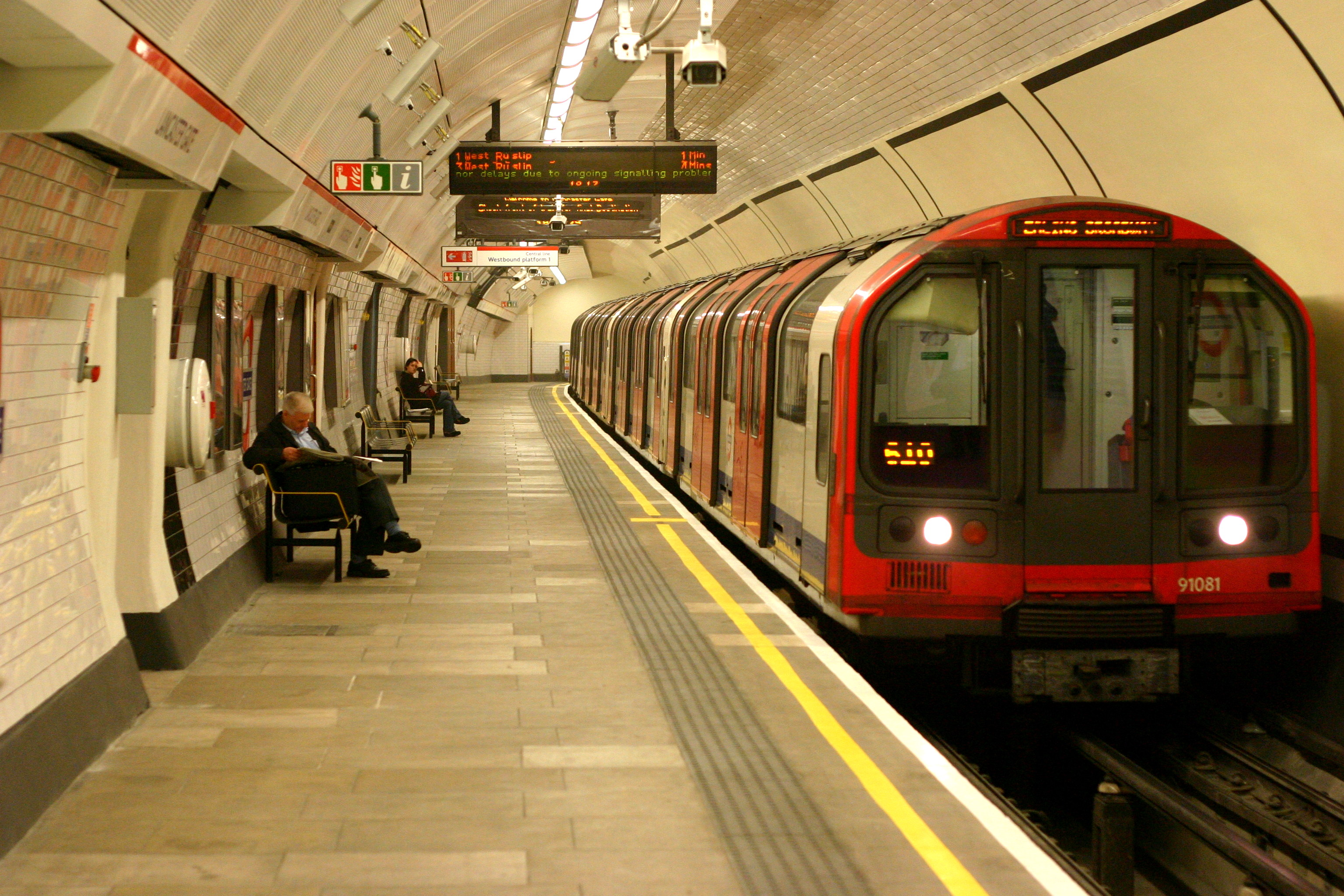
Pociąg linii Central Line na stacji Lancaster Gate

Londyńskie metro było celem wielu ataków terrorystycznych. Pierwszy z nich odbył się w 1885, kiedy eksplodowała bomba na stacji Gower Street (obecnie Euston Square). Od 1939 do 1993 metro kilkukrotnie było celem ataków IRA. 7 lipca 2005 r. doszło do ataku terrorystycznego w londyńskim metrze. W wyniku eksplozji zginęło 56 osób, a co najmniej 700 osób zostało rannych. Wśród ofiar były 3 Polki.
Wybuchy nastąpiły w tunelach pomiędzy stacjami: 
- Liverpool Street i Aldgate (Circle Line)
- Edgware Road i Paddington (Circle Line)
- Russell Square i King’s Cross St. Pancras (Piccadilly line)

21 lipca 2005 r. ponownie doszło do ataku terrorystycznego. Tym razem nie było zabitych, jedna osoba została ranna.
Wybuchy nastąpiły na stacjach: 
- Oval
- Warren Street
- Shepherd’s Bush

## Linie

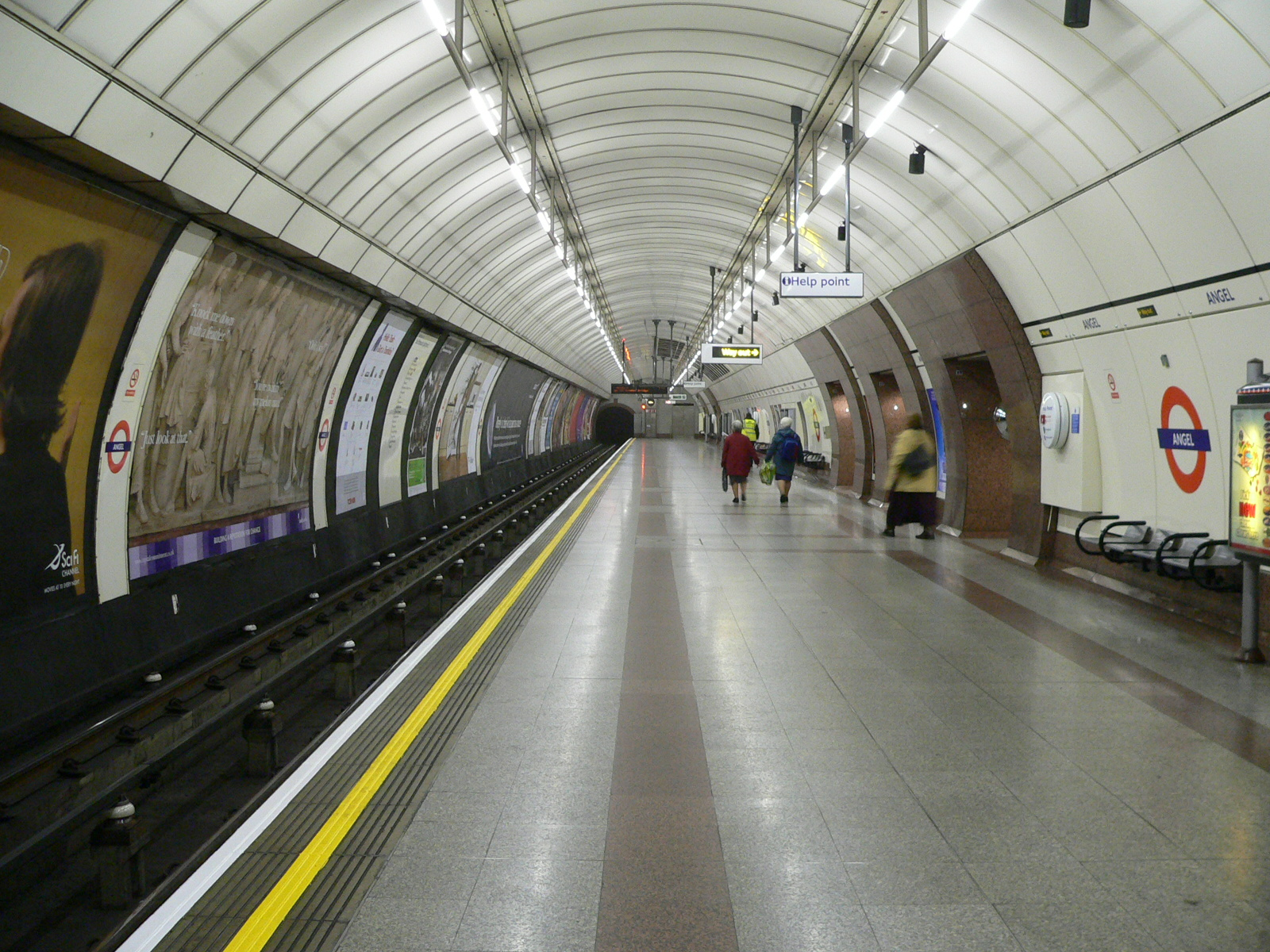
Charakterystyczny kształt tunelu widoczny na stacji Angel

Linie dzielą się na dwa zasadnicze typy: sub-surface oraz deep level. Linie typu sub-surface budowane były metodą odkrywkową, zaś oba tory są w nich ułożone w jednym tunelu. Znajdują się one średnio 5 metrów pod ziemią. Z kolei linie deep level składają się z dwóch równoległych tuneli wydrążonych średnio 20 metrów pod ziemią przy pomocy specjalnej tarczy. Linie sub-surface posiadają skrajnię nieznacznie większą od standardu brytyjskich kolei. Na trasach deep level jest ona znacznie mniejsza. Podziemne odcinki tras (w tym stacje) deep level mają półkolisty kształt, przypominający rurę (stąd potoczna nazwa Tube, czyli właśnie rura). Niemal wszystkie linie (z wyjątkiem Victoria Line, oraz Waterloo & City Line) posiadają odcinki zarówno podziemne, jak i naziemne. Każdej z nich przypisano też na stałe kolor, którym oznaczana jest na wszystkich mapach i we wszelkich materiałach. Na kolor ten są też pomalowane poręcze w pociągach danej linii. Londyńskie metro ma również opuszczone tunele. W rejonie New Cross znajduje się 144-metrowy tunel, zbudowany w latach 1971-1972. Była to część nieukończonego przedłużenia linii Jubilee w kierunku Thamesmead. Pod samą Tamizą biegną trzy takie tunele, należące do linii Northern. Dwa z nich w okolicy London Bridge, stanowią podwójny tunel prowadzący niegdyś pociągi. Trzeci, leżący między mostami Hungerford Bridge i Blackfriars Bridge, był częścią opuszczonej pętli, która została zbombardowana podczas wojny i pozostaje zatopiona. W ciągu 130 lat istnienia metra ok. 40 stacji, podziemnych i naziemnych, okazało się niepotrzebnych.
Metro London Underground to nie jedyny właściciel podziemnych torów pod Londynem. Znajdują się tam również tunele kablowe, a państwowe przedsiębiorstwo pocztowe Royal Mail ma własną podziemną linię kolejową wraz ze stacjami, której używała do transportu pomiędzy sortowniami worków z listami aż do 2003 r., kiedy linię zamknięto z powodu wysokich kosztów utrzymania. Otwarcie linii Mail Rail, jak linię nazywano, w 1927 r. spowodowało, że z ulic zniknęła jedna czwarta furgonetek pocztowych, co zmniejszyło uliczne korki. Bezzałogowe składy pokonywały trasę w niecałą godzinę, co furgonetce zajęłoby prawdopodobnie trzy do czterech razy tyle.

| Nazwa | Kolor na mapie  | Data otwarcia | Typ         | Długość         |
| --- | --------------- | ------------- | ----------- | --------------- |
| Bakerloo Line | Brązowy         | 1906          | Deep level  | 23 km / 14 mil  |
| Central Line | Czerwony        | 1900          | Deep level  | 74 km / 46 mil  |
| Circle Line¹ | Żółty           | 1884          | Sub-surface | 22 km / 14 mil  |
| District Line² | Zielony         | 1868          | Sub-surface | 64 km / 40 mil  |
| Hammersmith & City Line³ | Różowy          | 1864          | Sub-surface | 14 km / 9 mil   |
| Jubilee Line | Srebrny         | 1979          | Deep level  | 36 km / 23 mile |
| Metropolitan Line | Fuksjowy        | 1863          | Sub-surface | 67 km / 42 mile |
| Northern Line | Czarny          | 1890          | Deep level  | 58 km / 36 mil  |
| Piccadilly line | Ciemnoniebieski | 1906          | Deep level  | 71 km / 44 mile |
| Victoria Line | Jasnoniebieski  | 1969          | Deep level  | 21 km / 13 mil  |
| Waterloo & City line4 | Morski          | 1898          | Deep level  | 2 km / 1.5 mili |
| |                 |               |             |                 |
| 1. Circle Line została stworzona poprzez wykorzystanie i połączenie części dwóch innych linii: District i Metropolitan. 2. Oryginalnie linia ta nosiła nazwę Metropolitan District Railway. 3. Początkowo część linii Metropolitan. Osobna linia stworzona pod obecną nazwą zaczęła funkcjonować w 1900 roku. 4. Pod kontrolą London Transport od 1994. |                 |               |             |                 |

## Tabor

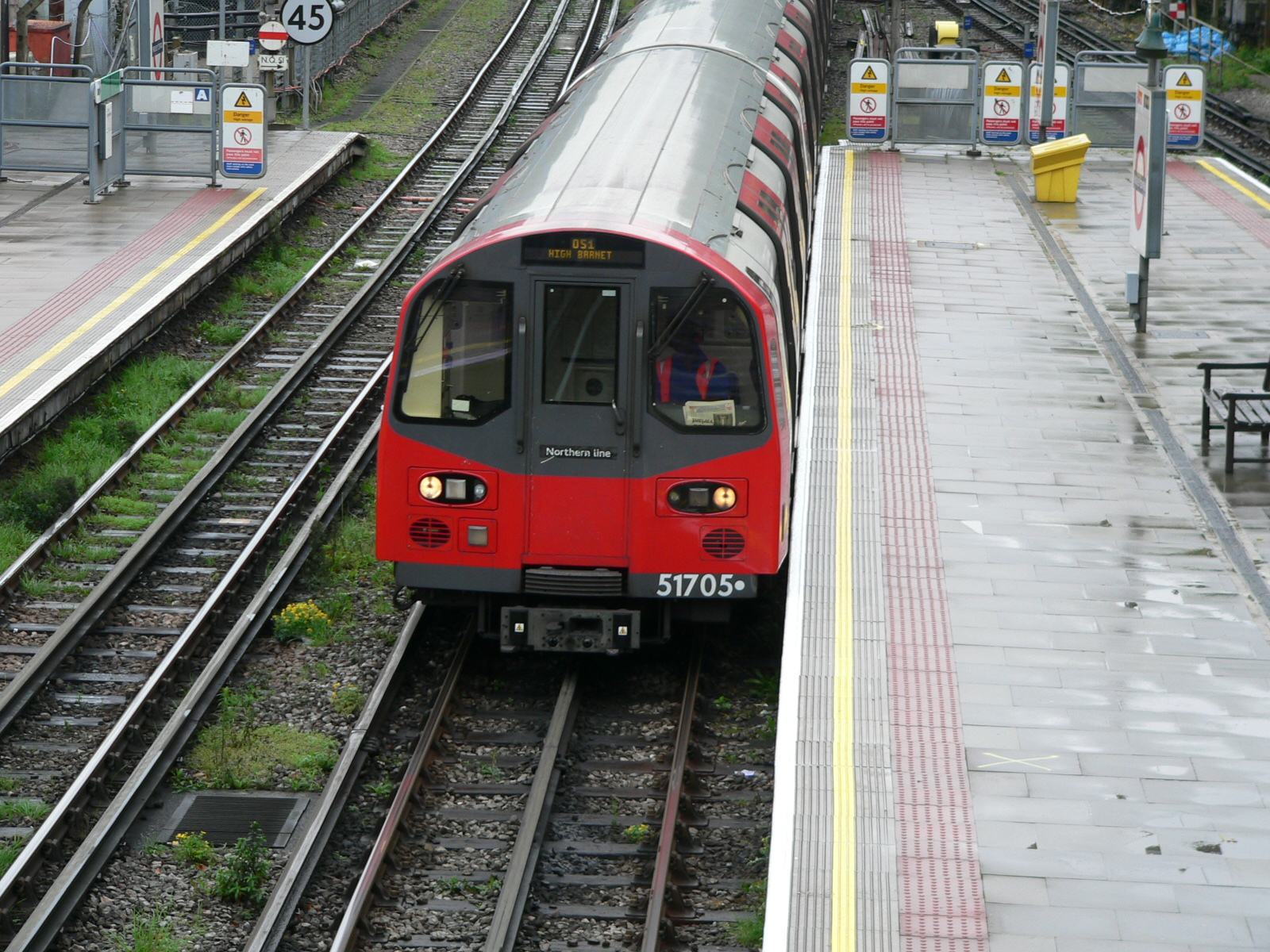
Skład klasy 1995 Stock na Northern Line

Ze względu na znaczące różnice skrajni obu typów linii, każda z linii ma własny typ taboru (stock). Pociągi linii deep line oznaczane są zwykle rokiem ich zamówienia (np. 2009 Stock). Z kolei tabor linii sub-surface ma w nazwach litery oraz ewentualnie ich liczbowe rozwinięcia (np. D Stock). Najstarsze używane obecnie składy pochodzą z 1972 roku i obsługują linię Bakerloo.

## Bilety
Metro funkcjonuje w ramach zintegrowanego systemu biletów londyńskiej komunikacji miejskiej, które umieszczane są w plastikowych kartach wielkości karty kredytowej (Oyster card). Bilety zakodowane na tej karcie ważne są zarówno w metrze jak i innych usługach Transport for London: autobusach, tramwajach, DLR, London Overground, a także na niektórych liniach kolei krajowej (National Rail). Akceptowane są również Travelcard. Miasto podzielone jest na 9 koncentrycznych stref biletowych. Opłata za przejazd uzależniona jest od liczby przejechanych stref oraz od tego czy podróż odbywa się w godzinach szczytu czy poza nimi.
Opłaty za poruszanie się komunikacją miejską w Londynie można też regulować kredytowymi lub debetowymi kartami płatniczymi, a komputerowy system rozliczeń nalicza opłatę zbiorczą.